# The Bishop Murder Case (pel·lícula)
The Bishop Murder Case és una pel·lícula de misteri en blanc i negre que es va estrenar el 3 de gener de 1930. Va ser dirigida per Nick Grindé i els actors principals van ser Basil Rathbone, Leyla Hyams, Roland Young i Alec B. Francis. És una pel·lícula basada en la novel·la homònima de S.S. Van Dine.

## Repartiment
- Basil Rathbone (Philo Vance)
- Leila Hyams (Belle Dillard)
- Roland Young (Sigurd Arnesson)
- Alec B. Francis (Professor Bertrand Dillard)
- George F. Marion (Adolph Drukker)
- Zelda Sears (Mrs. Otto Drukker)
- Bodil Rosing (Grete Menzel)
- Carroll Nye (John E. Sprigg)
- Charles Quatermaine (John Pardee)
- James Donlan (Ernest Heath)
- Sidney Bracey (Robin Pyne)
- Clarence Geldart (John F.-X. Markham)
- Delmer Daves (Raymond Sperling)
- Nellie Bly Baker (Beedle)

## Argument
Una nota mecanografiada apareix a la bústia del Doctor Bertrand Dillard situada en un pròsper barri de Nova York. La nota diu: «Qui va matar Cock Robin? El Bisbe (The Bishop)». En aquell moment el professor Dillard veu des del balcó el cos del seu jove assistent Robin, alies Cock Robin, mort al jardí travessat per una fletxa. La nota és part d'una rima de mainada. Markham, fiscal del districte, troba tan estrany el cas que demana ajuda al seu amic el detectiu Philo Vance.
Reunits a l'escena del crim hi ha John E. Sprigg, el millor amic de la víctima que jura que trobarà l'assassí, Belle Dillard, neboda del professor i Sigurd “Eric” Arnesson promès de Belle i ajudant del Professor Dillard. Vance interroga els veïns de Dilliard, els germans Drukker i es convenç que han de saber quelcom que callen. La senyora Drukker mor poc després d'una atac de cor i el seu germà Adolph és assassinat mentre està assegut en un banc del parc, en una situació que recorda la rima infantil Humpty Dumpty la qual apareix inclosa en una nova nota de The Bishop. Diferents notes, cadascuna relacionada amb un tema infantil, apareixen signades per aquest personatges que anuncien l'assassinat de diferents persones sospitoses relacionades amb el cas.
Les sospites aviat recauen en Arnesson i Vance dedueix que el sobrenom “The Bishop” no es refereix a un bisbe sinó a l'alfil del joc d'escacs. Una nit, Belle sent com algú pica a màquina al pis de dalt de casa seva però quan va a esbrinar qui hi ha algú la tanca en una habitació. Més tard, quan tots estan cercant Belle, i Arnessen sembla clarament el culpable, Vance desemmascara Dillard com a l'assassí. Ha descobert que Dillard odia Arnessen per l'ombra que li fa com a investigador i perquè li ha robat l'afecte de la seva neboda. Vance descobreix que l'assassí ha abocat verí d'un anell en un vas destinat a l'investigador. En sentir-se descobert Dillard veu el contingut de la copa i mor. Vance fa veure als altres que no ha mort enverinat sinó del shock, ja que ell havia canviat les copes.